# Johan Wilhelm Friese

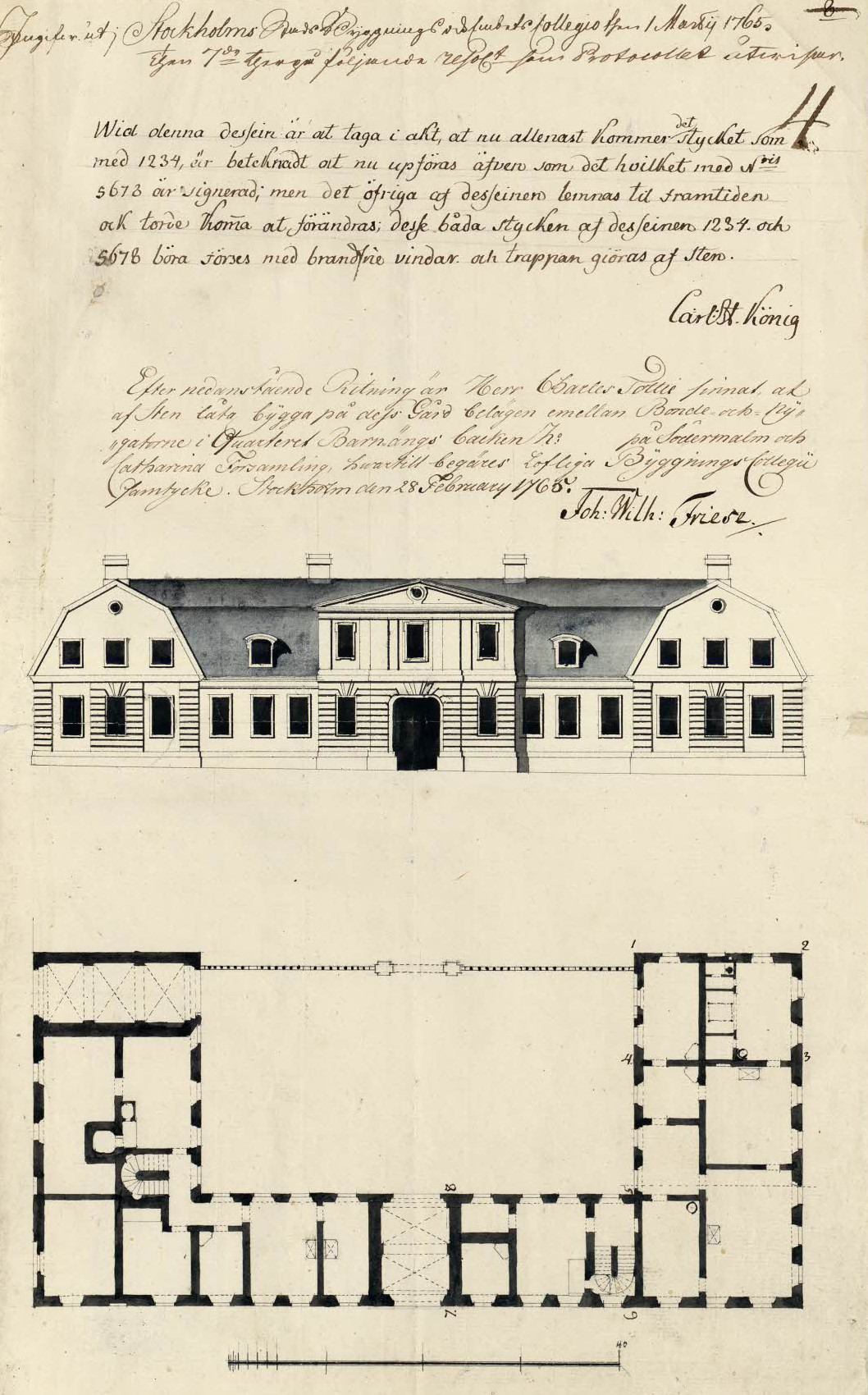
Ritning till Tottieska malmgården

Johan Wilhelm Friese, död 1789, var en svensk murmästare och arkitekt.

## Biografi
Johan Wilhelm Friese var bror till murmästaren Casper Christian Friese. 1761 inträdde han i Murmästareämbetet i Stockholm. Han uppförde 25 nybyggnader åren 1760-1888, bland annat Tottieska malmgården och några byggnader för Nürnbergs Bryggeri med bryggaren Sven Roos som byggherre. Han utförde även flera ombyggnader exempelvis fastigheten Hippomenes 1 (Trångsund 6) mittemot Storkyrkan, där handelsmannen Johan Georg Stutén var uppdragsgivare. Tanken bakom den nya, ombyggda fasaden var att den, sedd från Slottsbacken, skulle korrespondera med Storkyrkans östgavel.